# Mexique précolombien

Carte des États précolombiens du Mexique juste avant la conquête espagnole.

L'histoire précolombienne du Mexique est connue grâce aux travaux des archéologues et des épigraphistes, et par les récits des conquistadors, des colons et des ecclésiastiques espagnols, ainsi que par ceux des chroniqueurs indigènes de la période immédiatement postérieure à la conquête espagnole.
Les peuples indigènes du Mexique ont commencé à faire de la reproduction sélective de plants de maïs vers 5000 av. J.-C. Les recherches montrent une augmentation marquée du travail de la poterie vers 2300 av. J.-C. et le début de la culture intensive du maïs entre 1800 et 1500 av. J.-C.
Entre 1200 et 300 av. J.-C., des cultures complexes ont commencé à se former, dont certaines sont devenues des civilisations mésoaméricaines précolombiennes : les cultures Olmèque, Izapa, Huastèque, Purépecha, Totonaque, les civilisations Teotihuacan, Maya, Zapotèque, Mixtèque, Toltèque et Aztèque se sont développées pendant près de 3 000 ans avant le premier contact avec les Européens.

## Périodisation
On subdivise traditionnellement l'histoire précolombienne du Mexique selon la chronologie communément utilisée pour l'histoire de la Mésoamérique :
- époque archaïque ;
- époque préclassique ;
- époque classique ;
- époque postclassique.

### Époque archaïque
L'époque archaïque du Mexique s'étend du peuplement du Mexique à l'apparition de la céramique, vers 2500 av. J.-C..

#### Époque cénolithique
Bien qu'une graine de courge cultivée (Cucurbita pepo) découverte dans la grotte de Guilá Naquitz ait été datée d'environ 9000 av. J.-C., la plupart des plus anciennes traces archéologiques d’agriculture au Mexique datent du Cénolithique tardif, entre 7000 av. J.-C. et 5000 av. J.-C.

#### Époque protonéolithique
La domestication de la céréale la plus importante de l’agriculture mésoaméricaine, le maïs, aux alentours de 5000 av. J.-C., marque le début de l'Époque protonéolithique ou protoagricole, également appelée Archaïque moyen.
Cette époque est marquée par une généralisation de l'agriculture et de la sédentarisation, par le passage d'une organisation en microbandes nomades à des macrobandes semi-sédentaires.
Avant le développement de l’agriculture intensive (entre 1800 et 1500 av. J.-C.), les sociétés mésoaméricaines paraissaient plutôt égalitaires, sans différences sociales marquées.

### Époque préclassique
Étant donné que la construction, l'entretien et l'usage de systèmes d’irrigation requièrent une certaine organisation sociale, cette étape a pu contribuer à l'émergence de sociétés plus hiérarchisées, comme celle des Olmèques, qui a duré d'environ 1200 à 500 av. J.-C.

### Époque classique
Vers 100 apr. J.-C., la ville de Teotihuacan évolue vers le premier État complexe de la région.
Pendant quelque 1 400 ans, le Mexique a été le lieu de civilisations telles que les Tarasques, les Mexicas, et les Mayas. Il fut le théâtre de plusieurs États, comme Tlaxcala, Colima et Tenochtitlan, qui se sont établis et développés dans le centre et le sud du territoire entre 100 apr. J.-C. et peu après l’arrivée des Espagnols en Amérique.
Les scribes et les prêtres mésoaméricains atteignirent un niveau avancé pour l’époque en mathématiques, en astronomie, en architecture, en botanique et ainsi que dans d’autres champs de la connaissance. Quand bien même ils appartenaient à des cultures différentes et leur développement se trouvait à diverses étapes, les Amérindiens qui habitaient ce territoire partageaient une cosmogonie similaire.
Les cultures olmèque, teotihuacaine, toltèque, maya et mexica étendirent leur influence à d’autres régions, consolidèrent leur pouvoir et influencèrent l’art, le commerce, la politique, la technologie et la théologie. Les Mexicas furent les premiers au monde à pratiquer l’éducation obligatoire pour tous, sans distinction de genre ou de classe. Il y avait deux types d’écoles : le telpochcalli, pour les études pratiques et militaire, et le calmecac, pour apprendre l’écriture, l’astronomie, l’art de gouverner, la théologie et d’autres savoirs.
À partir du Xe siècle, un épisode de réchauffement climatique qui durera près de deux cents ans affecte ces régions. Les preuves archéologiques indiquent que les sécheresses ont déplacé la frontière vers le sud entre l'Aridamérique désertique et la Mésoamérique verdoyante et culturellement riche, qui abritait de grandes civilisations comme les Aztèques et les Mayas, la population locale restant dans son pays d'origine malgré des sécheresses de longue durée. Il est probable que l'économie basée sur l'exploitation minière, notamment l'extraction du cinabre, a permis à la population de subsister dans son pays d'origine pendant cette période de changement climatique lorsque la frontière entre l'Aridoamérique et la Mésoamérique s'est déplacée vers le sud.

## Réalisations

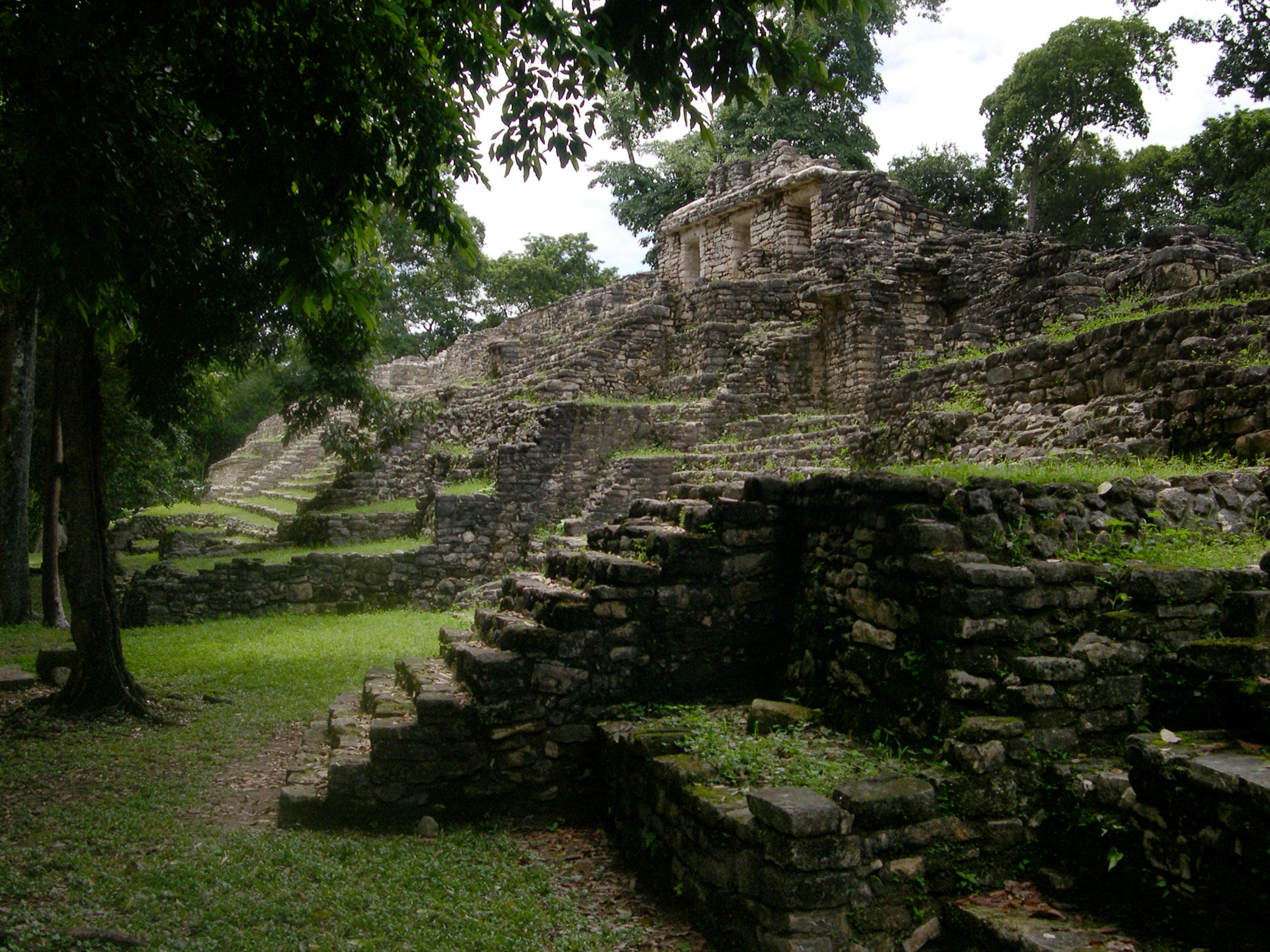
Une image de l'une des pyramides du niveau supérieur de Yaxchilán

On attribue à ces civilisations de nombreuses inventions et avancées, notamment les temples-pyramides, les mathématiques (développement du concept de zéro dès 36 av. J.-C. et travail avec des sommes de centaines de millions), l'astronomie (mesure de la durée de l'année solaire avec une grande précision), la médecine et la théologie[réf. nécessaire].
Des inscriptions archaïques sur des rochers et des parois rocheuses dans tout le nord du Mexique, en particulier dans l'État de Nuevo León, témoignent d'une propension précoce à compter au Mexique. Ces très anciennes inscriptions de comptage étaient associées à des événements astronomiques et soulignent l'influence que les activités astronomiques avaient sur les indigènes mexicains, avant même qu'ils soient urbanisés.
En fait, bon nombre des civilisations précolombiennes sur le territoire mexicain ont soigneusement construit leurs villes et leurs centres cérémoniels en fonction d'évènements astronomiques spécifiques. L'astronomie et la notion d'observation humaine des évènements célestes étaient des facteurs centraux dans le développement des systèmes religieux, des systèmes d'écriture, des beaux-arts et de l'architecture.
Les astronomes mexicains précolombiens ont amorcé une tradition d'observation précise, d'enregistrement et de commémoration des événements astronomiques qui est devenue plus tard une caractéristique des réalisations des civilisations mexicaines[réf. nécessaire]. Les villes sont fondées et construites selon des principes astronomiques, les dirigeants sont nommés selon des événements célestes, les guerres sont menées selon des calendriers solaires, et une théologie complexe utilisant des métaphores astronomiques organise la vie quotidienne de millions de personnes.
À différentes époques, les trois villes mexicaines de Teotihuacan, Tenochtitlan, et Cholula figurent parmi les plus grandes villes du monde. Ces villes et plusieurs autres se sont épanouies en tant que centres de commerce, d'idées, de cérémonies et de théologie. À leur tour, elles ont rayonné vers les cultures voisines du centre du Mexique.

## Aridoamérique et Oasisamérique
À son apogée, l'Aridamérique couvre une partie des États mexicains actuels de Chihuahua, Sonora et Baja California, tandis que l'Oasisamérique correspond aux États américains de l'Arizona, de l'Utah, du Nouveau-Mexique, du Colorado, du Névada et de certaines parties de la Californie. Les groupes culturels qui prospèrent en Aridoamérique, principalement à l'intérieur des frontières du Mexique actuel, comprennent les Mogollon, les Patayan et les Hohokam. Ces deux régions culturelles maintiennent des réseaux commerciaux à longue distance avec la Mésoamérique, comme en témoignent le cacao, les aras et d'autres produits mésoaméricains découverts dans les sites anasazis, et la turquoise d'Oasisamérique que l'on retrouve dans les œuvres d'art mésoaméricaines avant le premier contact avec les Européens. Par exemple, à Paquimé, un site lié à la culture Mogollon, on a trouvé des structures cérémonielles liées à la religion mésoaméricaine, semblables à celles du jeu de balle.

## Mésoamérique
Alors que de nombreuses cités-États, royaumes et empires se disputaient le pouvoir et le prestige, le Mexique a connu sept civilisations successives ou concomitantes : les Olmèques, Teotihuacan, les Toltèques, les Aztèques, les Zapotèques, les Mixtèques et les Mayas. A l'exception des Mayas, politiquement fragmentés, ces civilisations précolombiennes étendirent leur influence à travers le Mexique et au-delà. Elles consolident leur pouvoir et exercent leur influence en matière de commerce, d'art, de politique et de technologie. D'autres acteurs du pouvoir régional concluent des alliances économiques et politiques avec ces sept civilisations sur une période de près de 2 000 ans. Beaucoup leur font la guerre, mais presque tous se retrouvent dans ces sept sphères d'influence.

### Culture olmèque

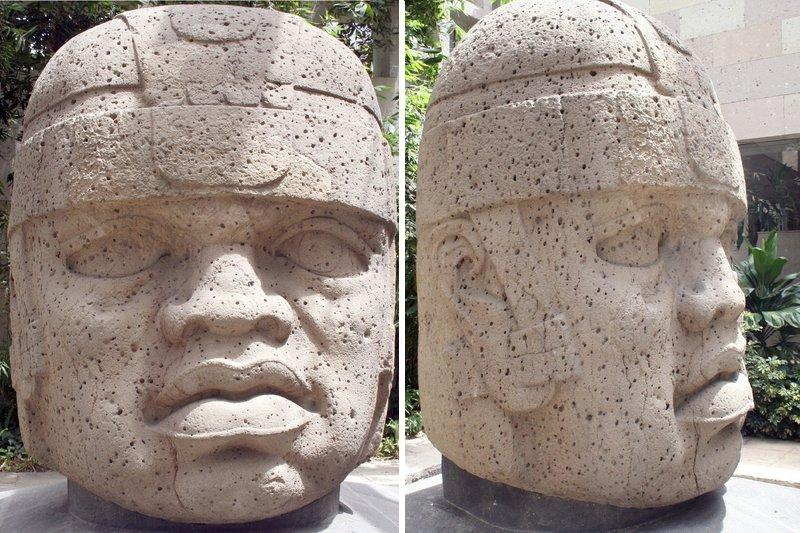
Tête colossale olmèque à Xalapa.

Le nom Olmèque est une dénomination attribuée par les archéologues à une culture préclassique située dans les basses terres du Centre-Sud du Mexique, à peu près dans les états actuels de Veracruz et Tabasco, sur l'isthme de Tehuantepec. Son influence culturelle s'étend toutefois au-delà de cette région. Les Olmèques prospèrent pendant la période préclassique, d'environ 1200 à 500 av. J.-C..

### Civilisation de Teotihuacan

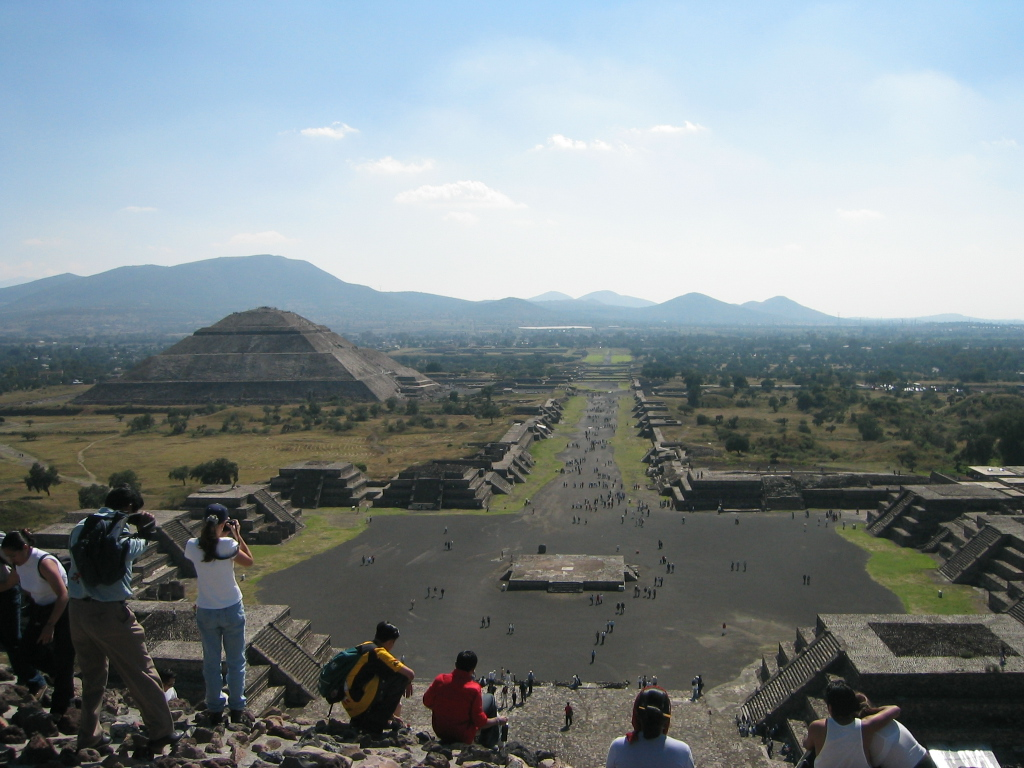
Vue de l'avenue des morts depuis la pyramide de la lune

Le déclin des Olmèques entraîne une vacance du pouvoir au Mexique. Teotihuacan, dont la première installation remonte à 300 av. J.-C., émerge de cette absence. En 150 apr. J.-C., elle est la première véritable métropole de l'actuelle Amérique du Nord. Teotihuacan établit un nouvel ordre économique et politique inédit au Mexique. Son influence s'étend à travers le Mexique jusqu'en Amérique centrale, comme Monte Albán, Cerro de las Mesas, Matacapan, Tikal et Kaminaljuyú. On ne saurait sous-estimer l'influence de Teotihuacan sur la civilisation maya : elle transforme le pouvoir politique, les représentations artistiques et la nature de l'économie.
La ville de Teotihuacan abrite une population diversifiée et cosmopolite. La plupart des ethnies régionales du Mexique sont représentées dans la ville. Ils vivent dans des ensembles résidentiels ruraux où ils exercent leur métier et contribuent aux prouesses économiques et culturelles de la ville. En 500 apr. J.-C., Teotihuacan est l'une des plus grandes villes du monde avec une population de 100 000 habitants. L'attraction économique de Teotihuacan touche également les régions du nord du Mexique. C'est une ville dont l'architecture monumentale reflète une nouvelle ère de la civilisation mexicaine. Son pouvoir politique décline vers 650 apr. J.-C., mais son influence culturelle se maintient pendant la majeure partie d'un millénaire, jusqu'aux environs de 950 apr. J.-C..

### Civilisation maya

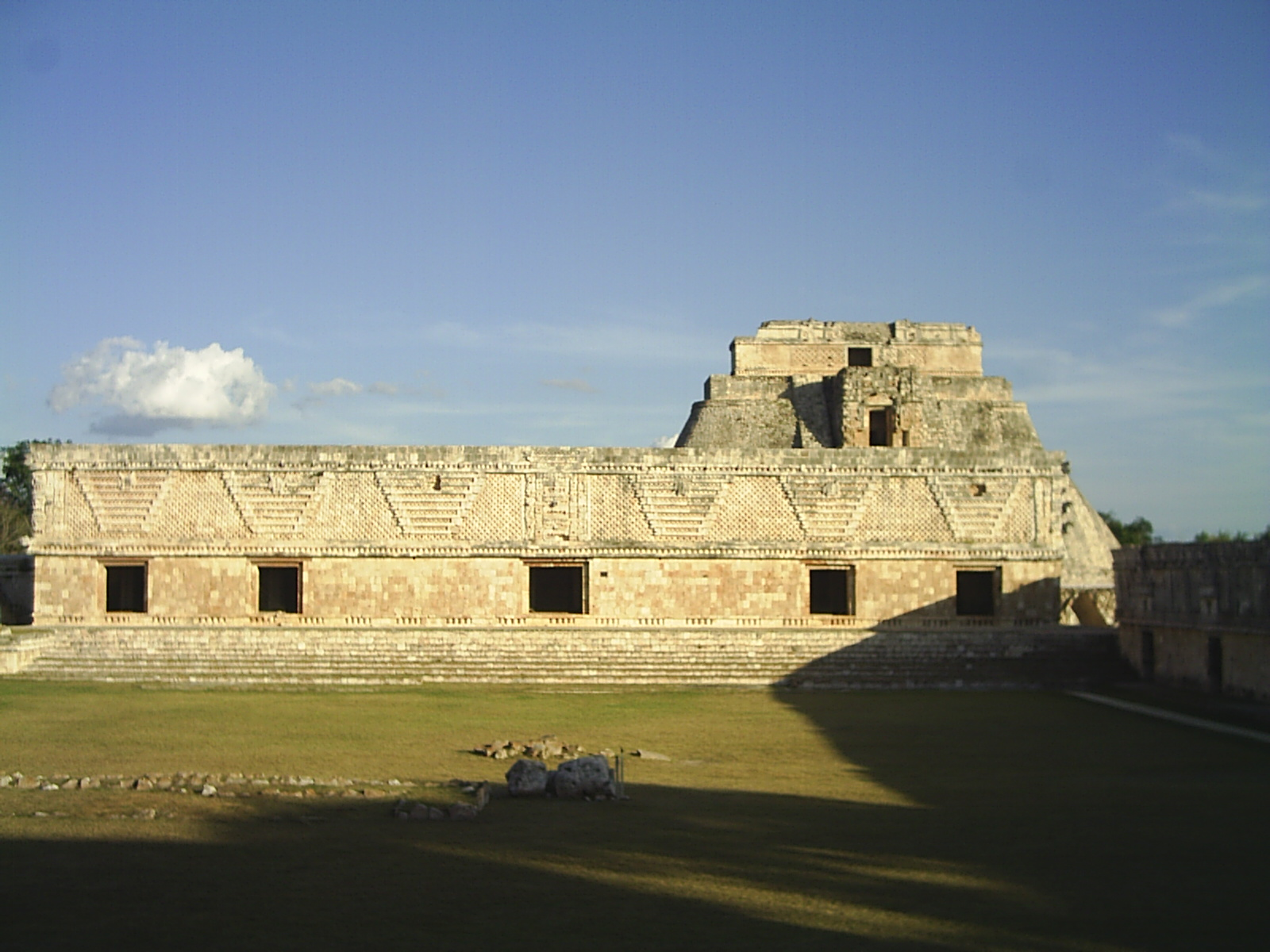
Architecture maya à Uxmal

La grandeur de la civilisation maya est contemporaine de la grandeur de Teotihuacan. La période comprise entre 250 et 650 voit un intense épanouissement des réalisations de la civilisation mayas. Si les nombreuses cités-États mayas n'ont jamais atteint une unité politique de l'ordre des civilisations du centre du Mexique, elles ont exercé une influence intellectuelle considérable sur le Mexique. Les Mayas ont construit certaines des villes les plus élaborées du continent et ont innové en mathématiques, en astronomie et en écriture qui sont devenues le summum des réalisations scientifiques du Mexique.

### Civilisation toltèque

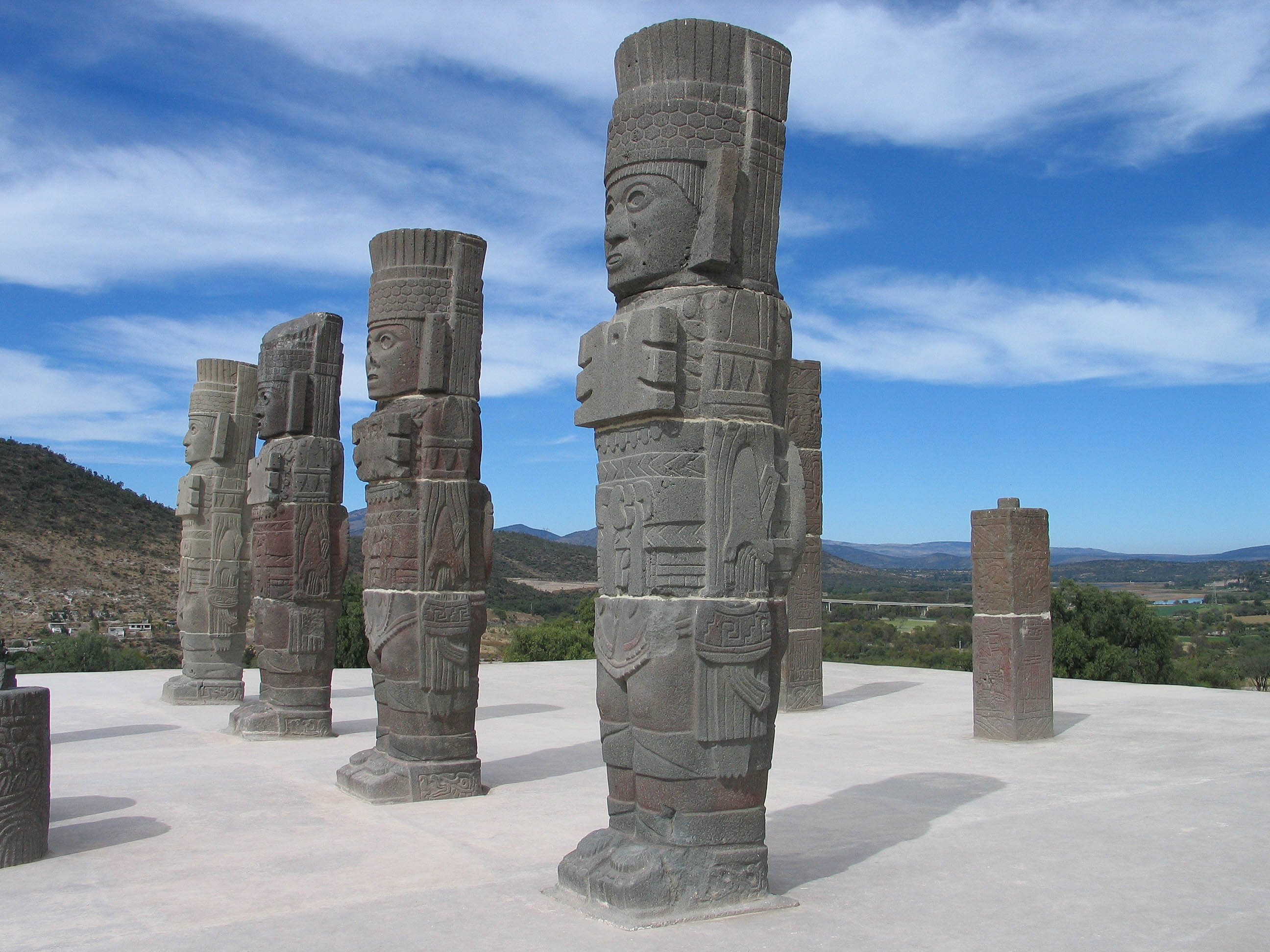
Colonnes de guerriers toltèques à Tula), Hidalgo

De même que Teotihuacan avait émergé d'un vide au niveau du pouvoir politique, la civilisation toltèque a pris les rênes du pouvoir culturel et politique au Mexique à partir de 700 environ. L'empire toltèque a établi des contacts aussi loin au sud que l'Amérique centrale, et aussi loin au nord que la culture du maïs des Anasazi dans le sud-ouest des États-Unis . Les Toltèques ont établi une route commerciale prospère de la turquoise avec la civilisation nordique de Pueblo Bonito, dans l'actuel Nouveau-Mexique . La ville maya de Chichen Itza était également en contact avec la civilisation toltèque, puissamment influencée par les Mexicains du centre, comme en témoigne l'utilisation du Chac Mool, des figures atlantes, des serpents à plumes et des plates-formes crâniennes. Les Toltèques étaient sur le point de fondre et de travailler des métaux précieux tels que l'or et l'argent, ils cultivaient l'agave, produisaient à la fois du pulque et des vêtements à partir de la plante, et ils étaient les fèves de cacao utilisées dans le commerce. Le système politique toltèque était si influent que de nombreuses dynasties mésoaméricaines ultérieures se réclameront d'une ascendance toltèque.

### Civilisation aztèque
Le déclin de la civilisation toltèque s'accompagne d'une fragmentation politique dans la vallée de Mexico, et dans ce nouveau jeu de prétendants politiques au trône toltèque interviennent des étrangers, les Aztèques.

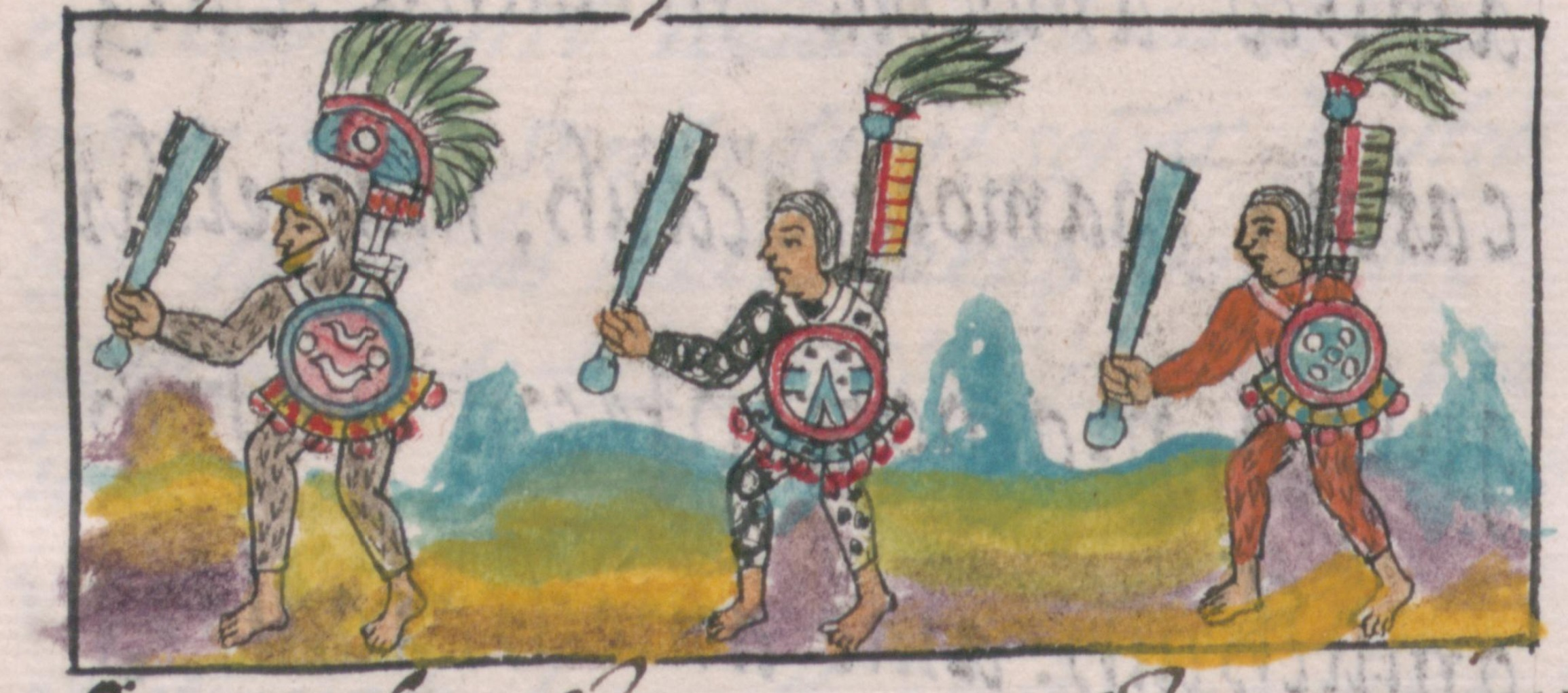
Guerriers aztèques comme indiqué dans le Codex de Florence.

Arrivés tardivement sur le plateau central du Mexique, les Aztèques se considéraient comme les héritiers des civilisations prestigieuses qui les avaient précédés. Ce qui manquait aux Aztèques en termes de pouvoir politique, ils l'ont compensé par l'ambition et l'habileté militaire.
En 1428, les Aztèques mènent une guerre de libération contre les autorités de la ville d' Azcapotzalco, qui avaient assujetti la plupart des peuples de la vallée du Mexique. La révolte est couronnée de succès et les Aztèques, grâce à des manœuvres politiques astucieuses et à de féroces talents de combattants, réussissent une incroyable histoire d'ascension sociale : ils deviennent les souverains du Mexique central en tant que chefs de l'Empire aztèque ou Triple Alliance.
Cette Alliance était composée des cités-états de Tenochtitlan, Texcoco et Tlacopan. À leur apogée, 300 000 Aztèques présidaient un riche empire de tributs comprenant 4 à 7 millions de personnes et s'étendant jusqu'en Amérique centrale. L'expansion vers l'ouest de l'empire a été stoppée net par une défaite militaire dévastatrice aux mains des Purépecha (qui possédaient des armes de pointe en cuivre-métal). L'empire s'appuyait sur un système de taxation (des biens et des services) mis en œuvre par une bureaucratie élaborée de collecteurs d'impôts, de tribunaux, de fonctionnaires et d'officiels locaux qui étaient installés en tant que loyalistes de la Triple Alliance (dirigée par Tenochtitlan).
L'empire est essentiellement de nature économique, et la Triple Alliance s'enrichit : des bibliothèques sont construites, une architecture monumentale est édifiée, et une classe artistique et sacerdotale très prestigieuse est cultivée. Tout cela crée une aura d'invincibilité « du premier monde » autour de la ville-île de Tenochtitlan. Contrairement aux Espagnols, les Aztèques n'ont pas cherché à "convertir" ou à détruire les cultures qu'ils ont conquises. Bien au contraire, les moteurs de la guerre et de l'empire dans le Mexique central exigeaient que tous les participants comprennent et acceptent des « règles » culturelles communes afin de rendre le flux de la richesse impériale aussi souple que possible. Les règles de l'empire au Mexique étaient d'anciennes règles, comprises par tous les acteurs du pouvoir et «  prétendants au trône », comme cela avait été démontré à plusieurs reprises auparavant (le royaume de Tlaxcala allait tenter sa propre prise de pouvoir en 1519 en utilisant les Espagnols comme alliés mercenaires).
En 1519, la capitale aztèque, Mexico-Tenochtitlan, fait partie des plus grandes villes du monde avec une population comprise entre 150 000 et 250 000 habitants,,. Ce qui est comparable à la population de Paris à la même époque, mais inférieur à celle de Pékin estimée entre 670 000 et 1 million de personnes. Tenochtitlan est le site de l'actuelle ville de Mexico.

### Alliés des Aztèques
Lors de la formation de l'empire de la Triple Alliance, les Aztèques établissent plusieurs États alliés. Parmi eux, citons Cholula, Texcoco, Tlacopan et Matatlan. En outre, de nombreux royaumes conquis par les Aztèques fournissent des soldats pour les campagnes impériales ultérieures, notamment Culhuacan, Xochimilco, Tepeacac, Amecameca, Coaixtlahuacan, Cuetlachtlan, Ahuilizipan . La machine de guerre aztèque deviendra multiethnique, comprenant des soldats des régions conquises, dirigés par un grand noyau de guerriers et d'officiers aztèques.

## Populations
La structure de la population préhispanique ressemble étroitement à la structure observée dans le Mexique actuel, qui différencie clairement les populations autochtones du nord et du centre. Cela reflète une conservation globale de la structure génétique des populations habitant le territoire mexicain depuis au moins 1400 ans

## Découvertes récentes
En mai 2020, les restes d'au moins 60 mammouths (y compris mâles, femelles, jeunes mammouths) et 15 personnes ont été mis au jour par l'Institut national d'anthropologie et d'histoire dirigé par l'archéologue Sánchez Nava sous le site de l'aéroport Santa-Lucia de Mexico nommé Zumpango, dans l'ancien lac Xaltocan. Selon l'INAH, les squelettes de mammouths révélés dans ce qui était autrefois la partie peu profonde du lac étaient mieux préservés anatomiquement que ceux trouvés dans les parties plus profondes. Les mammouths se sont probablement retrouvés coincés dans le lac et sont morts,,,,.
En juillet 2020, des archéologues ont exhumé deux monuments de pierre précolombiens qui auraient été construits par les Zapotèques il y a 1 500 ans au sommet de la montagne Cerro de Peña dans l'État de Puebla. L'Institut national d'anthropologie et d'histoire a également découvert deux stèles ainsi que des pierres plus petites sculptées de petits animaux et de personnages. L'une des gravures représente une figure avec des cornes et des griffes portant un pagne,.

## Héritage des Aztèques
Les Aztèques ont laissé une empreinte durable sur la culture mexicaine moderne : la toponymie du Mexique, le vocabulaire, la cuisine, l'art, les vêtements, les symboles et même le nom « mexicain » trouvent une origine dans la civilisation aztèque.

### Mexico comme capitale
Aujourd'hui, la capitale aztèque de Mexico-Tenochtitlan est devenue la ville de Mexico, la capitale de la nation moderne du Mexique. Mexico est la plus grande agglomération de l'hémisphère occidental (et la cinquième du monde avec 21,2 millions d'habitants).
Les Espagnols ont conservé la disposition originale de la ville de Tenochtitlan, que l'on retrouve aujourd'hui dans les différents quartiers de la ville ( barrios ) et dans l'enceinte centrale du Zócalo (anciennement le centre cérémoniel de Tenochtitlan). De nombreuses rues et boulevards suivent les mêmes tracés que les anciens canaux hydrauliques de Tenochtitlan. Plusieurs pyramides et ruines ont même été découvertes dans l'étalement urbain de la ville. Après l'indépendance et à la suite de plusieurs inondations, les lacs de la vallée ont été asséchés, ce qui a radicalement transformé le paysage. L'ancienne ville insulaire a pu alors s'étendre sur une plaine sèche. Seuls de petits vestiges de l'ancienne cité des canaux subsistent, comme dans le célèbre quartier des fleurs de Xochimilco . Aujourd'hui, Mexico compte près de 9 millions d'habitants alors qu'en 1519, ce nombre était de 300 000.

### Aliments et gastronomie

#### Aliments originaires du Mexique
Le Mexique est un pays mégadivers. En tant que tels, de nombreux aliments couramment consommés aujourd'hui dans le monde proviennent du Mexique et leurs noms sont souvent issus du nahuatl : le chocolat, la tomate, le maïs, la vanille, l'avocat, la goyave, la chayote, l'Epazote, la patate douce, le jícama, l'aubépine du Mexique, le figuier de barbarie, le charbon du maïs, le Sapote, de nombreuses variétés de modernes légumes secs.

#### Gastronomie mexicaine
La plus grande partie de la cuisine mexicaine est d'origine indigène et utilise principalement sur ces ingrédients :
- le maïs entre dans la composition de la tortilla,du tamal, du pozole, de l'enchilada, des chilaquiles, et de la tostada,
- l'avocat est l'ingrédient principal du guacamole
- le chocolat est utilisé dans le mole et l' atole
- l'agave est à la base de plusieurs boissons telles que tequila, mezcal et pulque
- les piments ajoutent une saveur épicée à de nombreux plats

Ces aliments constituent encore aujourd'hui le cœur de la cuisine mexicaine.

### Langue nahuatl
Comme les Mexicas parlaient le nahuatl (la langue la plus courante au moment de l'arrivée des espagnols)[réf. nécessaire], leurs termes et noms étaient répandus en tant que descripteurs de villes, régions, vallées, rivières, montagnes et de nombreux objets culturels. Les alliés des Espagnols, les Tlaxcala, parlaient également le nahuatl et ont accompagné les Espagnols dans la conquête d'une grande partie de ce qui allait devenir la Nouvelle-Espagne. Par conséquent, des noms nahuatl ont été utilisés comme identifiants géographiques aussi loin que le Guatemala et Sonora (par exemple, "Utatlán" était Q'umarka'aj, devenue la Santa Cruz del Quiché moderne ;  "Guatemala" vient d'Iximché, la capitale des kaqchiles), et de Suchitlán dans l'état septentrional de Coahuila à la frontière sud du Texas. De nombreux mots de la langue nahuatl ont été empruntés par l'espagnol standard et l'espagnol mexicain.
Aujourd'hui, environ 1,5 million d'autochtones nahuas continuent de parler la langue nahuatl. Ces dernières années ont vu un regain d'intérêt pour l'apprentissage du nahuatl de la part des Mexicains hispanophones et anglophones en général.
L'anglais et d'autres langues ont emprunté un certain nombre de mots indirectement au nahuatl par le biais de l'espagnol, comme "avocat", "piment", "tomate", "chocolat" et "coyote".

### Drapeau du Mexique
Bien que différents étendards et drapeaux aient été utilisés pendant la période précolombienne, la vice-royauté et la guerre d'indépendance du Mexique, le drapeau actuel trouve ses origines dans le drapeau de l'armée des Trois Garanties en 1821. Aujourd'hui, il est constitué d'un rectangle avec une bande verte à gauche (représentant le mouvement d'indépendance), une bande blanche au milieu (symbole de la pureté de la foi catholique) et une bande rouge sur la droite (rappelant le sang du combattants). Le centre est occupé par un blason.
Les armoiries représentent la fondation légendaire de la ville de Tenochtitlan. Selon la légende, les dieux avaient conseillé aux Aztèques d'établir leur cité lorsqu'ils verraient un aigle, perché sur un figuier de Barbarie, dévorer un serpent. Après des années d'errance, ils ont trouvé un tel aigle sur une île du lac Texcoco, sur ce qui allait devenir la place principale de Mexico.
Le drapeau a subi plusieurs changements depuis 1821, le dernier datant de 1968.

### Art et symboles
L'art mexicain a inspiré des générations d'artistes d'origine mexicaine, tant à l'intérieur qu'à l'extérieur des frontières modernes du Mexique. Les images de pyramides, le « calendrier aztèque » et les guerriers indigènes armés ont été des thèmes populaires. Les motifs en zigzag que l'on retrouve sur les bâtiments et la poterie indigènes, et la notion théologique des Quatre points cardinaux que l'on retrouve parmi les cultures indigènes de l'hémisphère occidental, sont également populaires[réf. nécessaire]. Ces dernières années, on a assisté à un regain d'intérêt pour les cérémonies et l'art du Jour des Morts[réf. nécessaire]. L'art, l'architecture et les symboles de la civilisation mexicaine présentent une identité si unique qu'ils sont couramment utilisés dans les publicités pour le tourisme au Mexique.